# Margaret Atwood
Margaret Eleanor "Peggy" Atwood (Ottawa, Ontario, Kanada, 18. studenog 1939.), kanadska novelistkinja, pjesnikinja i književna kritičarka.
Začetnica je kanadskog ženskog pisanja. Nakon završenog studija u Torontu, magistarski dio je nastavila na Radcliffe Collegu, gdje je provela godinu dana, te Harvardskom sveučilištu, gdje je provela naredne tri godine. Živjela je širom svijeta. Trenutno živi u Torontu. Udata je za Graema Gibsona, novelista. Njihova kćer, Jess Atwood Gibson, rođena je 1976. godine.
Njezino pisanje se uglavnom bavi pitanjima feminizma, što ona istražuje kroz različite žanrove, znanstvenu fantastiku, komediju i priče o duhovima.
Iako najpoznatija po svojim romanima Atwood jednako objavljuje i poeziju. Njezin spisateljski opus nadopunjuju mnogobrojne zbirke kratkih priča, knjiga za djecu, antologija. 

## Djela prevedena na hrvatski jezik
- "Sluškinjina priča", roman po kojem je napravljena Emmyjem i Zlatnim globusom nagrađena serija.
- "Penelopeja"
- "Modrobrada"
- "Izranjanje"
- "Gazela i Kosac"
- "Alias Grace"

## Nagrade
Atwood je odlikovana najvišim književnim nagradama Kanade. Dobitnica je francuskog ordena Legije časti. Londonski „The Sunday Times“ dodijelio joj je svoju najvišu nagradu. Godine 2000. dobitnica je Bookerove nagrade za roman „The Blind Assassin.“